# Шевченко (Октябрьский сельский совет)
Шевченко (укр. Шевченко) — село на Украине, находится в Волновахском районе  Донецкой области.
Код КОАТУУ — 1421585605. Население по переписи 2001 года составляет 99 человек. Почтовый индекс — 85772. Телефонный код — 6244.

## Адрес местного совета
85780, Донецкая область, Волновахский р-н, с. Октябрьское, ул.Ленина, 32